# Липка (приток Москвы)
Липка — река в России, протекает в Красногорском районе Московской области. Левый приток Москва-реки.

## География
Река Липка берёт начало у платформы Аникеевка Рижского направления МЖД. Течёт на юг, пересекает Новорижское шоссе. На реке образовано несколько прудов. По берегам реки расположены следующие населённые пункты: Аникеевка, Поздняково, Бузланово и Петрово-Дальнее. Липка впадает в Москву-реку на окраине села Петрово-Дальнее. Устье реки находится на 245 км Москва-реки по левому берегу. Длина реки составляет 13 км, площадь водосборного бассейна — 36,3 км².

## Данные водного реестра
По данным государственного водного реестра России относится к Окскому бассейновому округу, водохозяйственный участок реки — Москва от города Звенигород до Рублёвского гидроузла, без реки Истра (от истока до Истринского гидроузла), речной подбассейн реки — бассейны притоков Оки до впадения Мокши. Речной бассейн реки — Ока.
Код объекта в государственном водном реестре — 09010101512110000023702.